# ایلین پرسی
ایلین پرسی (انگلیسی: Eileen Percy؛ ۲۱ اوت ۱۹۰۰ – ۲۹ ژوئیهٔ ۱۹۷۳) یک هنرپیشه اهل ایرلند بود. وی بین سال‌های ۱۹۱۷ تا ۱۹۳۳ میلادی فعالیت می‌کرد.
از فیلم‌ها یا برنامه‌های تلویزیونی که وی در آن نقش داشته است می‌توان به کبرا اشاره کرد.